# 2628 Kopal
2628 Kopal eller 1979 MS8 är en asteroid i huvudbältet som upptäcktes den 25 juni 1979 av de båda amerikanska astronomerna Eleanor F. Helin och Schelte J. Bus vid Siding Spring-observatoriet. Den är uppkallad efter astronomen Zdeněk Kopal.